# Baba Jaga (Ladow)
Baba Jaga – poemat symfoniczny Anatolija Ladowa z 1904 roku.
Kompozytor poprzedził tę miniaturę orkiestrową cytatem z bajki o Babie Jadze ze zbioru Rosyjskie baśnie ludowe Aleksandra Afanasjewa.
Dzieło ma charakter wybitnie ilustracyjny. Skupione jest jedynie na jednym wątku: oddaniu muzycznymi środkami wyrazu lotu Baby Jagi (zgodnie z rosyjską tradycją przedstawiania bajki) w moździerzu. Główny motyw czarownicy, grany przez flety i oboje, jest zatem jedynie kanwą, na której rozpięte są motywy ilustrujące lot. Anatolij Ladow, uczeń Rimskiego-Korsakowa, dysponując podobnie bogatym warsztatem instrumentacyjnym, wykorzystał go dla osiągnięcia nietypowych efektów brzmieniowych.